# 费迪南德·马科斯统治下的戒严令

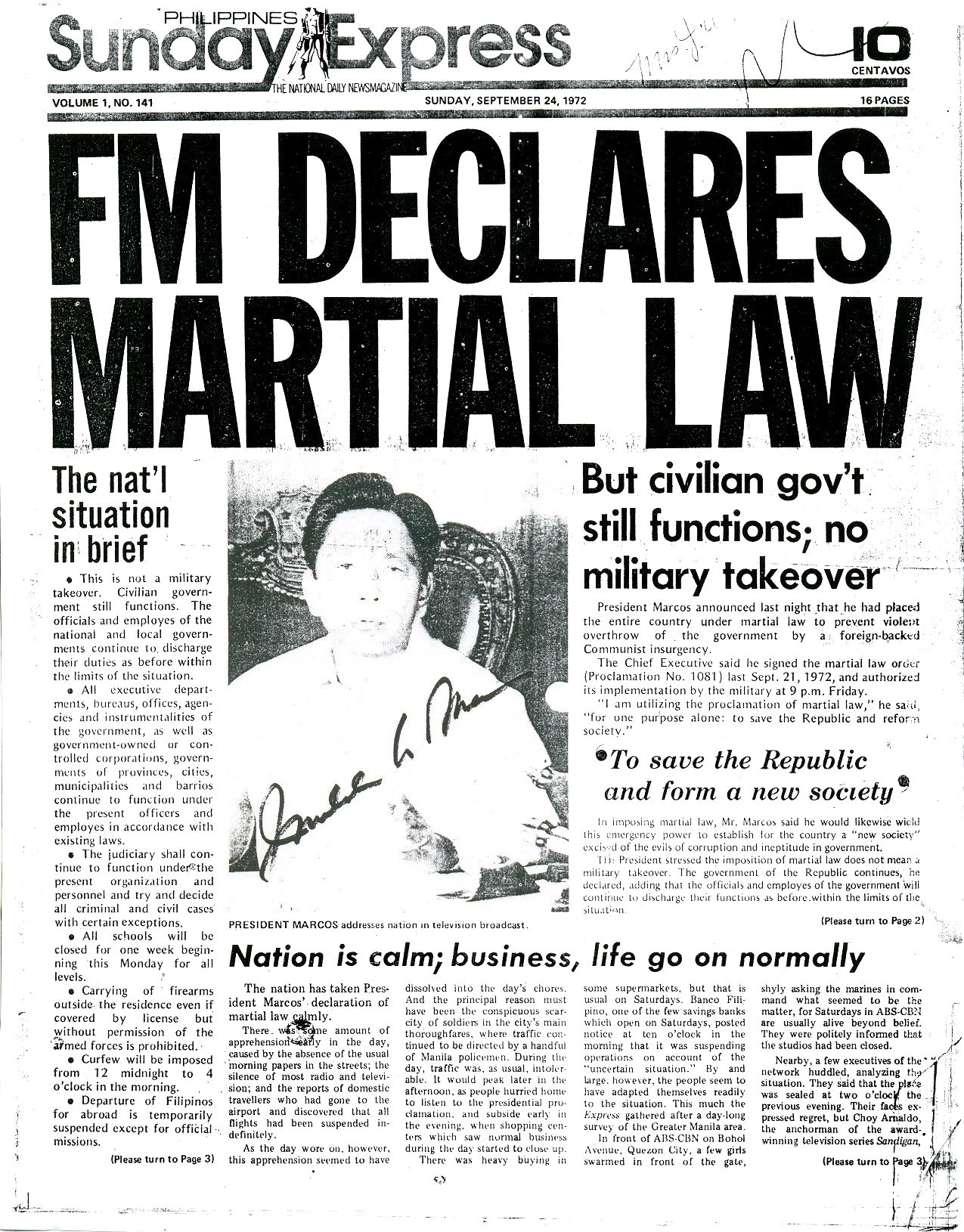
1972年9月24日《菲律宾每日快报》星期日版，是9月23日晚上宣布戒严后唯一出版的报纸

1972年9月23日晚间7时17分，时任菲律宾独裁总统费迪南德·马科斯在电视讲话中宣布该国进入戒严状态。这标志着为期14年的一人专政时期的开始，直到1986年2月25日马科斯流亡海外。尽管正式宣布戒严的文件（《第1081号公告》，日期为1972年9月21日）于1981年1月17日正式解除，但马科斯在被推翻之前一直保留着独裁者的几乎所有权力。
马科斯声称他这样做是为了回应新成立的菲律宾共产党所构成的“共产主义威胁”，以及棉兰老岛独立运动（MIM）的宗派“叛乱”。然而，当时的反对派人物，如洛伦佐·田纳达、何塞·迪奥克诺和霍维托·萨隆加等人指责马科斯夸大了这些威胁，将其作为巩固权力、延长他在1935年宪法规定的两届总统任期之外任职的方便借口。
1986年马科斯被驱逐出境后，政府调查人员发现，宣布戒严使马科斯一家能够隐藏大量不明财富，后来各个法庭确定这些财富的来源具有“犯罪性质”。
根据国际特赦组织、菲律宾关押者工作组等人权监测机构的记录，菲律宾历史上的这段为期9年的时期以政府滥用人权而著称，特别是针对政治对手、学生活动人士、记者、宗教工作者、农民和其他反对马科斯独裁统治的人。据历史学家根据这些机构的文件记录，马科斯独裁统治期间发生了3257起已知的非法处决案件，35000起经证实的酷刑案例，77人失踪，还有70000人被关押。